# Michelle Marder Kamhi
Michelle Marder Kamhi (New York, 1937) is een Amerikaans kunstcriticus en schrijver.

## Biografie
Kamhi (née Marder) werd geboren in 1937 te New York. Ze behaalde een bachelor in geologie aan het Barnard College. Met steun van het Fulbright-programma trok ze naar Parijs om er de paleontologie der gewervelden te studeren.
Kamhi raakte in Parijs geïnteresseerd in de schone kunsten. Ze volgde in 1960 een cursus 'schilderkunst in de Italiaanse Renaissance' bij professor Howard McParlin Davis aan de Columbia-universiteit.
In 1970 doctoreerde Kamhi in kunstgeschiedenis aan het Hunter College in New York met een scriptie over de Portretten van Federico da Montefeltro en Battista Sforza van Piero della Francesca.
Kahmi werkte met haar echtgenoot Louis Torres tot eind 2023 aan het in 1982 door hem opgerichte tijdschrift Aristos. Ze schreef enkele boeken over kunst. Artikelen van haar hand verschenen in The Wall Street Journal, Arts Education Policy Review en Journal of Ayn Rand Studies.
Kamhi is lid van de American Society for Aesthetics, de National Art Education Association en de National Association of Scholars.

## Visie
Een kunstwerk dient volgens Kamhi aan vier voorwaarden te voldoen:
1. Het wordt gecreëerd met een speciale vaardigheid.
2. Het is een twee- of driedimensionale figuratieve voorstelling.
3. Het is begrijpelijk binnen de eigen culturele context, draagt de ideeën en waarden van de kunstenaar in zich en kan de toeschouwer ontroeren of interesseren.
4. Het wordt gemaakt door een kunstenaar die naast de vaardigheid ook over een gevoeligheid beschikt om het onderwerp tot leven te brengen.

Volgens Kamhi maken de modernistische en postmodernistische stromingen geen deel uit van de schone kunsten. Ze noemt ze decoratief. Architectuur, fotografie, installatie- en performancekunst beschouwt Kamhi niet als schone kunsten. Nog volgens haar is de grote massa niet geïnteresseerd in grensverleggende kunst. 'Als kunst alles kan zijn is niets kunst' schrijft Kamhi in de introductie van Wie zegt dat dit kunst is?. Ze klaagt eveneens de politisering van het kunstonderwijs aan.